# Rainbow City (luogo immaginario)
A Description of Rainbow City - From The Hefferlin Manuscript è una storia pubblicata tra il 1947 e il 1948 nella rivista statunitense di fantascienza Amazing Stories e successivamente nel 1960 in sunto su una rivista New Age. Scritta in forma di autentico resoconto e firmata da un certo W.C. Hefferlin, in essa è descritta una città immaginaria, Rainbow City (in italiano Città arcobaleno), collocata sotto le distese ghiacciate dell'Antartide, da cui proverrebbero i dischi volanti.
Stando al testo, queste speculazioni sarebbero affiorate per la prima volta nella comunità occultista statunitense nei tardi anni quaranta del Novecento. Il documento chiamato Manoscritto di Hefferlin sarebbe stato redatto da William e Gladys Hefferlin dopo il primo contatto con Rani Khatani, uno dei "tre anziani" che governerebbero il rifugio marziano. La storia è un esempio di "resoconto" su una civiltà perduta seguendo la pseudoscientifica teoria della Terra cava.
Raymond A. Palmer, il curatore editoriale di Amazing Stories dal 1938 al 1949, è noto per avere diffuso tramite le sue riviste racconti fantastici presentati come veri (scritti sotto pseudonimo da lui stesso o da altri autori), tesi pseudoscientifiche, paranormali e ufologiche.

## Descrizione
Rainbow City è una città marziana sotterranea situata sotto le distese di ghiaccio dell'Antartide, e fa parte di una vasta rete di città marziane fondate due milioni e mezzo di anni fa. Popolata interamente da marziani, essa è composta principalmente da edifici a forma di mattoni dai tanti colori (da qui deriva il nome) ed è protetta da sorgenti di calore su tutti i lati che la difendono dal ghiaccio antartico. Possedeva anche mura di ghiaccio alte 3000 metri che servivano per difendersi dall'intrusione degli umani e dagli attacchi dei feroci esseri lucertola provenienti da Venere (antichissimi nemici dei marziani).